# Reichsstraße 153
Die Reichsstraße 153 (R 153) war bis 1945 eine Staatsstraße des Deutschen Reichs, die vollständig in der damaligen preußischen Provinz Schlesien lag und in Stanowitz (ab 1937 Standorf, jetzt Stanowice, Ortsteil von Strzegom (Striegau)) von der Reichsstraße 115 nach Süden abzweigte, auf der Trasse der heutigen DW 374 nach Freiburg in Schlesien (jetzt Świebodzice) führte, dort die Reichsstraße 6 kreuzte und weiter auf der Trasse der heutigen Droga krajowa 35 nach Waldenburg (heute Wałbrzych) führte. Dort endete sie bei ihrem Zusammentreffen mit der Reichsstraße 152.
Ihre Gesamtlänge betrug rund 22 Kilometer.